# مکس اریک
مکس اریک (انگلیسی: Max Ehrich؛ زادهٔ ۲۴ ژوئن ۱۹۹۱) یک هنرپیشه، خواننده و رقاص اهل ایالات متحده آمریکا است.
از فیلم‌ها یا برنامه‌های تلویزیونی که وی در آن نقش داشته است می‌توان به مسیر اشاره کرد.

## زندگی شخصی
مکس با دمی لواتو خواننده آمریکایی رابطه دوستی دارد

و در جولای ۲۰۲۰ با یکدیگر نامزد کردند ؛
دو ماه بعد این زوج به رابطه خود پایان دادند.

## فیلم شناسی

### تلویزیون
| سال       | نام                             | نقش           | یادداشت                            |
| --------- | ------------------------------- | ------------- | ---------------------------------- |
| 2008      | بتی بی ریخته                    | Randy         | 2 episodes                         |
| 2010      | آی کارلی                        | Adam          | Episode: "iStart a Fan War"        |
| 2010      | خانواده غیرمعمولی               | Dylan         | Episode: "No Ordinary Anniversary" |
| 2014–2015 | زیر گنبد (مجموعه تلویزیونی)     | Hunter May    | 19 episodes                        |
| 2014      | نظم و قانون: واحد قربانیان ویژه | Daniel Pryor  | Episode: "Pornstar's Requiem"      |
| 2016      | مسیر                            | Freddie Ridge | 3 episodes                         |